# Raloxifen
Raloxifen (též pod obchodním jménem Evista) je selektivní modulátor estrogenových receptorů (SERM), který má estrogenní účinek na kost a antiestrogenní účinek na dělohu a prs. Používá se k prevenci osteoporózy u žen po menopauze. Raloxifen je také údajně stejně účinný jako tamoxifen při snižování výskytu rakoviny prsu u některých vysoce rizikových skupin žen, zatímco riziko vedlejších účinků (tromboembolických příhod a katarakty) je u raloxifenu ve srovnání s tamoxifenem snížené.
V roce 2007 americký Úřad pro kontrolu potravin a léčiv schválil užití raloxifenu pro snížení rizika invazivní rakoviny prsu u postmenopauzálních žen s osteoporózou a postmenopauzálních žen s vysokým rizikem invazivní rakoviny prsu. V onkologického tisku se objevila kritika způsobu, jakým byl raloxifen schválen. Informace o klinickém zkoušení byly podány zmatkovitě. Nebyly přineseny žádné klinické důkazy o výhodách užití raloxifenu v doplňkové léčbě karcinomu prsu místo tamoxifenu či anastrozolu.
Raloxifen je vyráběn společností Eli Lilly a je prodáván pod značkou Evista. V ATC klasifikaci léčiv patří do skupiny ATC kód G03.